# Zugfahrt ins Jenseits
Zugfahrt ins Jenseits (auch Atomic Train – Zugfahrt ins Jenseits sowie Train Apocalypse) ist ein Fernsehfilm der Regisseure David Jackson und Dick Lowry aus dem Jahr 1999.

## Handlung
Nach dem Zusammenbruch der Sowjetunion hatten die USA von Russland ausrangierte Atombomben gekauft, damit diese nicht in falsche Hände gerieten. Ein Angestellter der Beseitigungsfirma hat aus Gründen der Kostenersparnis eine dieser Bomben falsch deklariert in einen
Waggon des Zuges 642 laden lassen. In den Rocky Mountains (USA) startet dieser Zug und fährt unter nahezu permanentem Gefälle auf die Metropole Denver zu.
Durch einen Defekt kommt es zu einem Brand in der Lokomotive, wobei auch die Bremsen ausfallen. Fortan wird verzweifelt versucht, den Zug zu stoppen, anfangs mit einer Aufschüttung von Sand auf die Gleise. John Seger, ein Ermittler der Transportsicherheitsbehörde, lässt sich von einem Hubschrauber auf einen nachfolgenden Zug absetzen, um beide Züge zu kuppeln und mit dem hinteren den vorderen kontrolliert abbremsen zu können. Ein TV-Team berichtet live aus einem Helikopter über den Rettungsversuch.
Das Manöver gelingt zunächst, die Züge bremsen, jedoch reißt die Kupplung. Noch rechtzeitig springt Seger auf den Unglückszug, der wieder an Fahrt gewinnt. Seger spürt die Atombombe auf und schafft es, unter gefährlichen Umständen die Bremsen zu reaktivieren. Kurz vor dem Stillstand des Zuges fährt die nachfolgende Lokomotive jedoch auf. Deren Lokführer hatte sich über Anordnungen hinweggesetzt, um seinerseits Kollegen retten zu wollen. Die Bremsen des vorderen Zuges lösen sich wieder, das Personal kapituliert und springt ab.
Die Atomenergieaufsichtsbehörde ordnet an, den Zug in schwach besiedeltem Gebiet bei Miller's Bend kontrolliert entgleisen zu lassen. Dabei kommt es zu kritischen Bränden, die Atombombe zündet jedoch nicht. Ein Experte beginnt mit der Entschärfung während Hubschrauber Löschpulver abwerfen. Eine Brandbekämpfung mit Wasser wäre fatal, da es bei Reaktion mit den Natriumabfällen zur Explosion kommen würde. Doch die Besatzung eines zur Hilfe eilenden Löschhubschraubers hört aufgrund einer Verbindungsstörung im Funkgerät nicht die Warnung. Sie versuchen nun mit Wasser zu löschen und lösen so die  Katastrophe aus. Die Atombombe detoniert und Denver wird nahezu vollständig zerstört.
Parallel führt der Film in die Geschichten der Familien der Hauptakteure ein, die sich im zu evakuierenden Denver befinden. Nach der Explosion beginnt ein zweiter Handlungsteil, der den beschwerlichen Auszug aus der in Chaos und Gewalt versinkenden Stadt darstellt.
Eingebettet in die Handlung sind moralische Ansprachen des US-Präsidenten an die Nation.
Im Gegensatz zu vielen ähnlich gelagerten US-amerikanischen Katastrophenfilmen nimmt die Handlung des Films durch ihre Zweiteilung eine Sonderstellung ein. Zunächst behandelt der Film eine Zugkatastrophe, konzentriert sich dann auf das Katastrophenszenario einer durch eine nukleare Explosion schwer getroffenen Großstadt. Oftmals wird der Film bei TV-Ausstrahlungen auch als Zweiteiler gezeigt, zunächst die Handlungen, die zur Zugkatastrophe führen, und als zweiten Teil die abschließenden Szenarien in Denver.

## Auszeichnungen
Der Film gewann im Jahr 2000 für die akustischen Spezialeffekte den Golden Reel Award der Motion Picture Sound Editors und wurde für den Schnitt der Dialoge für einen weiteren Golden Reel Award nominiert.

## Sachliche Mängel
- Als die Bremsen ausfallen, soll sich der Zug ca. 300 Meilen westlich von Denver befinden. Demnach ginge es aber nicht bergab, sondern bergauf.[2]
- Die im Film gezeigten Druckluftbremsen entfalten ihre Wirkung, wenn der Druck nachlässt, fehlender Luftdruck führt also zum Abbremsen der Waggons.
- Die Aufnahmen, die Denver zeigen sollen, wurden in Vancouver gedreht.[2]
- Die verwendeten Lokomotiven besitzen mehrere verschiedene Bremsen. Selbst bei Ausfall aller Bremssysteme könnte man noch umgekehrte Antriebsleistung geben.

- Einfacher wäre es gewesen die Lok von den Waggons abzukoppeln

## Kritiken
„Trivialer Actionthriller vor dem Hintergrund jahrzehntelang geheim gehaltener Zugtransporte von Nuklear-Abfällen.“

„Der Budenzauber gibt sich alle Mühe, spektakulärer zu wirken, als er wirklich ist. Grottige Dialoge geben dem Film den Rest. – Aufwändiges Inferno mit ein paar Macken.“